# Peperomia subpubistachya
Peperomia subpubistachya är en pepparväxtart som beskrevs av Truman George Yuncker. Peperomia subpubistachya ingår i släktet peperomior, och familjen pepparväxter. Inga underarter finns listade i Catalogue of Life.